# Emmanuel Neeffs
Emmanuel Neeffs est un historien de l'art et archéologue belge né le 13 septembre 1841 à Malines et mort le 26 janvier 1879 à Bonheiden.

## Biographie
Fils de Corneille Neeffs (1808-1879), conseiller provincial, et petit-fils de Charles du Trieu de Terdonck, Emmanuel Neeffs suit ses scolarités au collège de Pitzemburg de Malines, puis au collège Notre-Dame de la Paix, avant d'obtenir un doctorat en droit et un en sciences politiques à l'Université de Louvain.
Rentré dans sa ville natale, Emmanuel Neeffs s'occupe des travaux historiques sur les peintres et sculpteurs malinois, dont les Fayd'herbe, publiant ainsi un Inventaire historique des tableaux et des sculptures se trouvant dans les édifices religieux et civils et dans les rues de Malines (Louvain, 1869). Dans l'avant-propos, il présente son ouvrage comme un remaniement des œuvres de Descamps, des promenades dites Konstwinnende wandelivgen, par  un  anonyme (H. van den Nieuwenhuyzen, prêtre), et des ouvrages d'autres auteurs du XVIIIe siècle ayant entrepris d'écrire sur les objets d'art de Malines.
À la suite de cette publication, le gouvernement le nomme membre correspondant de la Commission royale des Monuments et des Sites pour la province d'Anvers. Il collabore également au Messager des sciences historiques et archives des arts et de la Belgique.
Il devient bourgmestre de Bonheiden en 1874.
Gendre du baron Gérard d'Udekem, il est le beau-père du comte Gustave de Vrière (frère d'Étienne de Vrière).

## Publications
- Le monastère de l'Ile-Duc à Gempe (1867)
- Inventaire historique des tableaux et des sculptures se trouvant dans les édifices religieux et civils et dans les rues de Malines (Louvain, 1869 et 1892)
- Histoire de la peinture et de la sculpture à Malines (3 volumes, Gand, 1876)
- La gilde de Saint-Luc, l'Academie des Beaux-Arts, les peintres malinois (1876)
- L'hôtel de Busleyden à Malines (Brussel, 1875)
- Notes sur les anciennes verrières de l'église métropolitaine de Malines (Gent, 1877)
- Les blasons des chevaliers de la Toison d'Or conservés dans l'église de Saint-Rombaut à Malines (Gent, 1878)
- Neeffs ou Nevius, religieux de l'ordre de Saint-Augustin

## Littérature
- Biographie nationale de Belgique, volume 15, Académie royale de Belgique

## Distinctions
- Chevalier de l'ordre de la Couronne de chêne
- Chevalier de l'ordre de Saint-Sylvestre